# Pompejski stilovi
Pompejski stilovi su četiri razdoblja u starorimskom zidnom slikarstvu. Izvorno ih je ocrtao i opisao njemački arheolog August Mau (1840. – 1909.) iz zidnih slika u Pompejima, što je jedna od najvećih skupina sačuvanih rimskih fresaka.
Stilovi zidnog slikarstva omogućili su povjesničarima umjetnosti da ocrtaju faze unutarnjeg uređenja u periodu do erupcije Vezuva 79. godine između stilskih promjena u rimskoj umjetnosti tijekom kasnog republikanskog i augustovskog razdoblja.
Četiri glavna stila rimskog zidnog slikarstva definirana su: strukturalni (ili inkrustacija), arhitektonski, ornamentalni i složeni. Svaki stil koji slijedi nakon prvog sadrži aspekte prethodnih stilova. Prva dva stila (inkrustacijski i arhitektonski) bili su iz republikanskog razdoblja (vezano za helenističko grčko zidno slikarstvo), a posljednja dva (ornamentalni i složeni) iz carskog razdoblja.

## Povijest
Rimske zidne slike pronađene su u zgradama, privatnim kućama i vilama diljem Rimskog Carstva. Mnoge od prvih otkrivenih slika bile su oko Napuljskog zaljeva, područja u kojem je vulkan Vezuv eruptirao. Slike su ponekad sadržavale prikaze života na ovom području prije velike erupcije koja je uništila velik dio krajolika i gradova Pompeja i Herkulaneja.
Slike su obično bile freske naslikane na žbuci dok se sušila.
U prvom stoljeću prije Krista razvili su se različiti stilovi slikanja. Te su slike bile u rasponu od realističnih do impresionističkih umjetničkih djela. Inspiracija je došla iz mitologije, krajolika i drugih interesa.

### Prvi stil: inkrustacija
Prvi stil, također poznat kao strukturalni, inkrustacijski ili zidarski stil, bio je najpopularniji od 200. pr. Kr. do 80. pr. Kr. Karakterizira ga trompe-l'œil simulacija mramora (fasetiranje mramora). Mramorni izgled stekao je upotrebom štukatura, zbog čega su dijelovi zida izgledali uzdignuto. Ostali simulirani elementi (npr. viseći diskovi od alabastera u okomitim linijama, 'drvene' grede u žutoj boji i 'stupovi' i 'vijenci' u bijeloj), te korištenje živih boja, smatrali su se znakovima bogatstva. Oni koji nisu bili toliko bogati uglavnom su koristili varijacije žute, ljubičaste i ružičaste boje.
Ovaj stil bio je replika onog pronađenog u ptolemejskim palačama na Bliskom istoku, gdje su zidovi bili umetnuti pravim kamenjem i mramorom, a također odražava širenje helenističke kulture dok je Rim komunicirao i osvajao grčke i helenističke države u ovom razdoblju. Pronađene su i zidne reprodukcije grčkih slika. Ovaj stil podijelio je zid u razne raznobojne uzorke koji su zauzeli mjesto izuzetno skupog rezanog kamena. Prvi stil se također koristio s drugim stilovima za ukrašavanje donjih dijelova zidova koji se nisu toliko vidjeli kao viši nivoi.
Primjeri uključuju zidne slike u Samnitskoj kući u Herkulaneju (kasno 2. stoljeće pr. Kr.) ili u Faunovoj kući i Salustijevoj kući u Pompejima.

### Drugi stil: arhitektonski
Drugi stil, arhitektonski stil ili 'iluzionizam' dominirao je 1. stoljećem prije Krista, gdje su zidovi bili ukrašeni arhitektonskim obilježjima i trompe-l'œil (varka oka) kompozicijama. U početku, elementi ovog stila podsjećaju na prvi stil, ali se polako počinje zamjenjivati element po element. Ova se tehnika sastoji od isticanja elemenata kako bi se prikazali kao trodimenzionalne stvarnosti - stupovi, na primjer, koji dijele prostor zida na zone - i bila je metoda koju su naširoko koristili Rimljani.
Drugi stil zadržao je upotrebu mramornih blokova. Blokovi su obično bili poredani duž podnožja zida, a stvarna slika nastajala je na ravnoj žbuci. Međutim, mnoge slike iz ovog stila uključivale su iluzije imaginarnih scena. Slikari su željeli odavati iluziju da gledatelj kroz prozor promatra prikazani krajolik. Također su dodali predmete koji se obično vide u stvarnom životu, poput vaza i polica, zajedno s predmetima koji su izgledali kao da strše iz zida. Ovaj je stil bio namijenjen gledateljima da se osjećaju kao da se radnje na slici odvijaju oko njih.
Karakterizira ga korištenje relativne perspektive (ne precizne linearne perspektive jer ovaj stil uključuje matematičke koncepte i znanstvene proporcije poput onog u renesansi) za stvaranje trompe-l'œil u zidnim slikama. Ploha slike bila je gurnuta dublje unatrag u zid oslikanim arhitektonskim elementima kao što su jonski stupovi ili pozornice. Ove zidne slike suprotstavile su se klaustrofobičnoj prirodi malih prostorija bez prozora u rimskim kućama.
Slike i krajolici počeli su se uvoditi u prvi stil oko 90. pr. Kr., a ustalili su se od 70. pr. Kr. nadalje, zajedno s iluzionističkim i arhitektonskim motivima. Dekoracija je morala ostaviti što veći dojam dubine. Imitacije slika pojavile su se, isprva u višem dijelu, zatim (nakon 50. pr. Kr.) u pozadini krajolika koji su bili pozornica za mitološke priče, kazališne maske ili dekoracije.
Tijekom vladavine Augusta stil se razvio. Lažni arhitektonski elementi otvorili su široka prostranstva za slikanje umjetničkih kompozicija. Razvila se struktura inspirirana scenografijom, pri čemu je jedan veliki središnji plato flankiran s dva manja. U tom je stilu nastavljena iluzionistička tendencija s 'razbijanjem' zidova oslikanim arhitektonskim elementima ili scenama. Pejzažni elementi na kraju su preuzeli cijeli zid, bez ikakvog okvira, tako da je gledatelju izgledalo kao da samo gleda iz sobe na stvarnu scenu. U osnovi, razvijeniji drugi stil bio je antiteza prvom stilu. Umjesto ograničavanja i ojačavanja zidova, cilj je bio srušiti zid kako bi se prikazali prizori prirode i vanjskog svijeta. Velik dio dubine zrelog drugog stila dolazi od upotrebe zračne (atmosferske) perspektive koja je zamaglila izgled udaljenijih objekata. Tako je prednji plan dosta precizan dok je pozadina pomalo nejasna ljubičasta, plava i siva.
Jedno od najpriznatijih i jedinstvenih djela koje predstavlja drugi stil je dionizijski misterijski friz u Vili misterija. Ovo djelo prikazuje dionizijski kult koji su uglavnom činile žene. U sceni je, međutim, prikazan jedan dječak.
Moderan osobito od 40-ih godina pr. Kr. nadalje, počeo je nestajati u posljednjim desetljećima pr. Kr.
Primjer je arhitektonska slika u vili Boscoreale u Boscorealeu (oko 40. pr. Kr.).

### Treći stil: ukrasni
Treći stil, ili kitnjasti stil, bio je popularan oko 20.-10. pr. Kr. kao reakcija na štednju prethodnog razdoblja. Ostavlja prostora za više figurativnih i šarenih ukrasa, s ukupnim više ukrasnim osjećajem, i često predstavlja veliku finoću u izvedbi. Ovaj stil se obično smatra jednostavno elegantnim.
Glavna mu je karakteristika odmak od iluzionističkih sredstava, iako su se ona (uz figuralni prikaz) kasnije opet uvukla u ovaj stil. Poštivao je stroga pravila simetrije koje je diktirao središnji element, dijeleći zid na tri vodoravne i tri do pet okomitih zona. Okomite zone bile bi podijeljene geometrijskim motivima ili bazama, ili vitkim stupovima lišća obješenim oko svijećnjaka. U ovom posebnom stilu, više prostora na zidu ostaje jednobojno, bez dizajna. Kad su dizajni bili prisutni, uglavnom su to bile male, jednostavne slike ili scene poput kandelabra ili žljebovanih dodataka. U pozadini su se pojavljivali nježni motivi ptica ili polufantastičnih životinja. Biljke i karakteristične egipatske životinje često su uvođene, dio egiptomanije u rimskoj umjetnosti nakon Augustova poraza Kleopatre i aneksije Egipta 30. pr.
Te su slike bile ukrašene delikatnim linearnim fantazijama, pretežno monokromatskim, koje su zamijenile trodimenzionalne svjetove Drugog stila. U ovaj su stil također uključene slike slične onoj pronađenoj u Cubiculum 15 vile Agrippa Postumus u Boscotrecaseu (oko 10. pr. Kr.). Oni uključuju delikatan arhitektonski okvir preko prazne, monokromatske pozadine sa samo malom scenom smještenom u sredini, poput malenog lebdećeg krajolika. Crna, crvena i žuta nastavile su se koristiti tijekom tog razdoblja, ali upotreba zelene i plave postala je istaknutija nego u prethodnim stilovima.
Pronađen je u Rimu do 40. godine i na području Pompeja do 60. godine.

### Četvrti stil: zamršen
Okarakteriziran kao barokna reakcija na manirizam Trećeg stila, Četvrti stil u rimskom zidnom slikarstvu (oko 60. – 79. po Kr.) općenito je manje ukrašen od svog prethodnika. Stil je, međutim, bio mnogo složeniji. Oživljava veliko narativno slikarstvo i panoramske vizure zadržavajući arhitektonske detalje Drugog i Prvog stila. U julijevsko-klaudijevskoj fazi (oko 20. – 54. g. n. e.) dominira tekstilna kvaliteta, a vitice kao da povezuju sve elemente na zidu. Boje se ponovno zagrijavaju, te se korisno koriste u prikazivanju scena iz mitologije, krajolika i drugih slika.
Zamršene slike činile su se opterećenije i koristile su cijeli zid kako bi bile potpune. Cjelokupni dojam zidova obično je činio mozaik uokvirenih slika. Donje zone ovih zidova uglavnom su bile sastavljene od prvog stila. Korištene su i ploče s cvjetnim motivima na zidovima. Najbolji primjer četvrtog stila je Iksionova soba u kući Vettii u Pompejima. Jedan od najvećih doprinosa vidljivih u četvrtom stilu je napredak mrtve prirode s intenzivnim prostorom i svjetlom. Sjenčanje je bilo vrlo važno u rimskoj mrtvoj prirodi. Ovaj stil nikada više nije viđen do 17. i 18. stoljeća s nizozemskim i engleskim ukrasima.

## Slikanje nakon erupcije
Sva četiri stila zidnog slikarstva razvijena su prije erupcije Vezuva 79. godine. Iako su mnogi primjeri rimskog zidnog slikarstva uspjeli biti sačuvani od erupcije, novi stilovi zidnog slikarstva nisu se razvili nakon incidenta. Ljudi nastavljaju ukrašavati svoje domove ovim slikama, ali nikad se nisu razvili novi stilovi; umjesto toga, među slikarima je korištena kombinacija četiriju stilova. Učinjena su poboljšanja u tehnikama poput dodavanja olovne ploče na podnožje zida kako bi se spriječilo da vlaga uništi umjetnost i korištenje mramornog praha za proizvodnju sjajnije površine.